# Catolaccus tepicensis
Catolaccus tepicensis är en stekelart som beskrevs av William Harris Ashmead 1895. Catolaccus tepicensis ingår i släktet Catolaccus och familjen puppglanssteklar. Inga underarter finns listade.